# Marfil (Guanajuato)
Marfil es una localidad del estado mexicano de Guanajuato. Es parte del municipio de Guanajuato. Fue fundada en 1554.

## Demografía
| Gráfica de evolución demográfica |
|                                  |

| Censo | Población |
| ----- | --------- |
| 1900  | 3 072     |
| 1910  | 2 246     |
| 1921  | 426       |
| 1930  | 605       |
| 1940  | 660       |
| 1950  | 534       |
| 1960  | 508       |
| 1970  | 1 404     |
| 1980  | 2 838     |
| 1990  | 4 193     |
| 2000  | 14 480    |
| 2010  | 29 375    |
| 2020  | 33 184    |